# Benthoclionella
Benthoclionella là một chi ốc biển, là động vật thân mềm chân bụng sống ở biển trong họ Clavatulidae.

## Các loài
Các loài thuộc chi Benthoclionella bao gồm:
- Benthoclionella jenneri Kilburn, 1974[2]